# Roberto Sanseverino
Roberto Sanseverino, principe di Salerno (1430 circa – 2 dicembre 1474), è stato un nobile e condottiero italiano.

## Biografia
Era il figlio di Giovanni, 9º conte di Marsico, e Giovanna, entrambi appartenenti alla famiglia Sanseverino. Alla morte del padre, Roberto ne ereditò i feudi. 
Nella guerra tra Angioini e Aragonesi per il trono del Regno di Napoli, Roberto partecipò a fianco del Re Ferrante d'Aragona nella battaglia di Sarno: nella notte tra il 6 e 7 luglio 1460, guidato da villani pratici del luogo, salì verso i monti che sovrastano Sarno e con indicibile ferocia aggredì il nemico, piegando i soldati di Giovanni d'Angiò-Valois. Ma, attaccato sui fianchi, fu costretto a ritirarsi. Roberto, favorito dalla fortuna, benché coperto di ferite e ferito alla bocca, riuscì a riprendere la via del monte, tornò indietro, discese con i fanti verso la porta di Foce Sarno e marciò sollecito sulle tracce del Re. La battaglia fu persa ed il Re Ferrante fu costretto a fuggire, mentre Roberto scese a patti con gli Angioini. 
Ma, dopo il 9 dicembre, ritornò dagli Aragonesi e si recò in Calabria per contrastare gli Angioini che avevano assediato Cosenza. 
Dopo il successo ottenuto, ritornò in Campania e cinse d'assedio Salerno, che capitolò poco dopo la metà del mese di settembre del 1462. La città, ormai senza speranza di ricevere soccorso dagli Angioini, si arrese a Roberto che ottenne dal sovrano un indulto per la cittadinanza: il 30 gennaio del 1463 fu investito del titolo di principe di Salerno, con in più il privilegio di battere moneta, ricevuto il 27 novembre. 
Fu poi nominato grande ammiraglio del Regno di Napoli e, il 7 luglio 1465, al comando della flotta aragonese, fu con Alessandro Sforza uno dei vincitori della battaglia di Ischia contro Giovanni d'Angiò-Valois che aveva occupato l'isola. 
Nel 1470 intraprese la ricostruzione del Palazzo Sanseverino in stile rinascimentale. L'edificio era in passato appartenuto alle famiglie Caldora ed Orsini.

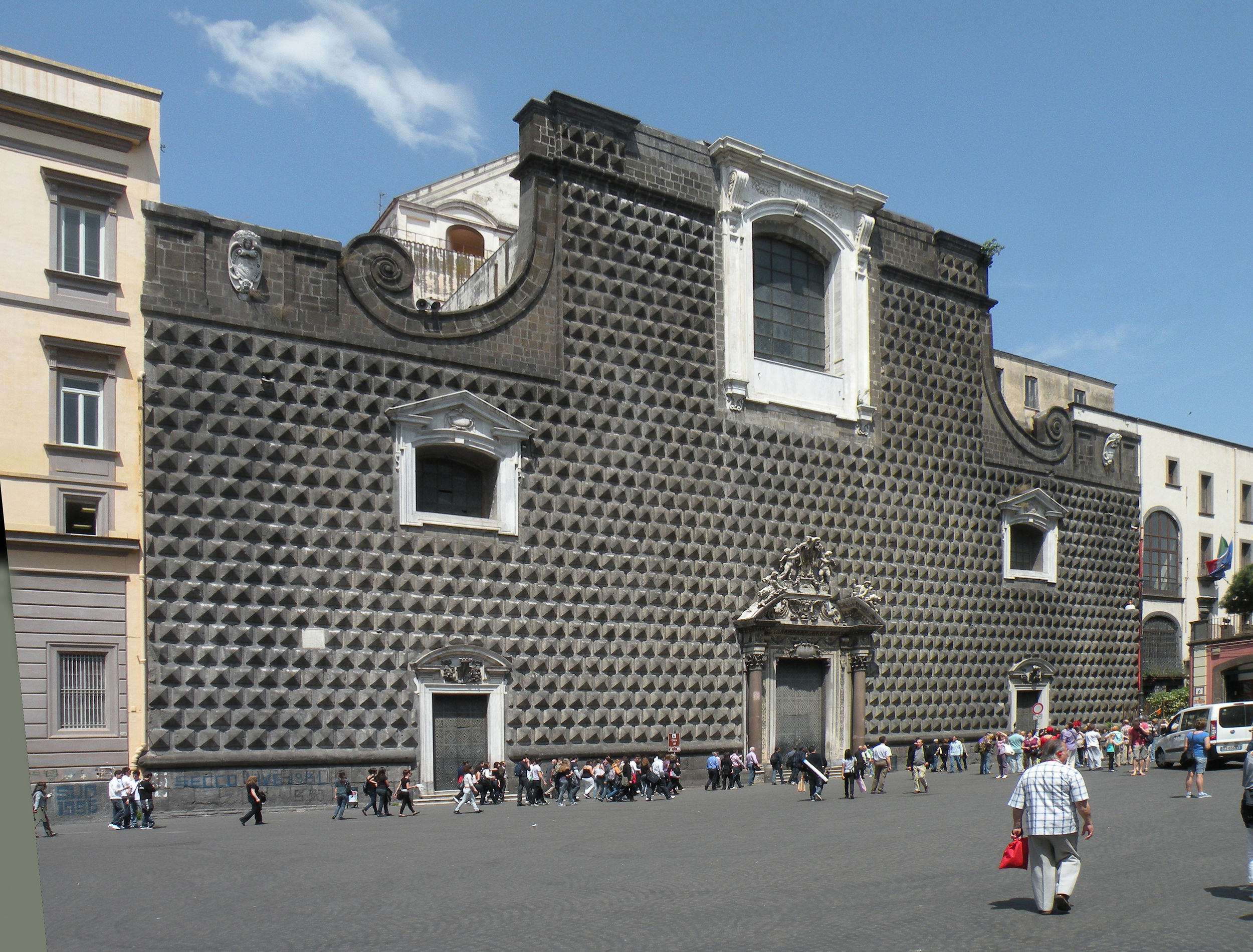
Palazzo Sanseverino a Napoli, oggi Chiesa del Gesù Nuovo

Morì il 2 dicembre 1474.

## Discendenza
Roberto si sposò con Raimondina Orsini del Balzo († 1490), figlia di Gabriele Orsini del Balzo, duca di Venosa, e di Maria/Giovanna Caracciolo del Sole, dalla quale ebbe un figlio e due figlie: Antonello, Ginevra e Giovanna che andò in sposa a Lugi III Gesualdo.